# Phytomyza griffithsi
Phytomyza griffithsi är en tvåvingeart som beskrevs av Spencer 1963. Phytomyza griffithsi ingår i släktet Phytomyza och familjen minerarflugor. Inga underarter finns listade i Catalogue of Life.